# 3,4-Metylenodioksyamfetamina
3,4-Metylenodioksyamfetamina, MDA, tenamfetamina – organiczny związek chemiczny, empatogenna substancja psychoaktywna, pochodna fenyloetyloaminy. Po raz pierwszy została otrzymana przez G. Mannish’a i W. Jacobsona w 1910 roku.

## Działanie
Dawkowanie MDA waha się w przedziale 80–160 mg. Efekty działania MDA są bardzo zbliżone do MDMA i obejmują euforię, poprawienie nastroju, uczucie szczęścia i miłości, pobudzenie, otwartość emocjonalną, intensyfikację odczuć na bodźce zewnętrzne. Niektórzy uważają, że MDA powoduje więcej efektów właściwych psychodelikom niż MDMA. Efekty uboczne obejmują podniesienie ciśnienia, przyspieszenie pulsu, szczękościsk, suchość w ustach. Toksyczność MDA nie jest do końca znana. Przypuszcza się, że MDA jest bardziej neurotoksyczne od MDMA. MDA jest też silnym agonistą receptorów serotoninowych.

## Synteza
Najpopularniejsza metoda syntezy podzielona jest na trzy etapy. Pierwszy to izomeryzacja safrolu do izosafrolu. Drugi na utlenieniu izosafrolu do MDP2P. Trzeci na redukcyjnym aminowaniu MDP2P np. octanem amonu i cyjanoborowodorkiem sodu. W podobny sposób, tylko zastępując amoniak metyloaminą lub etyloaminą można otrzymać MDMA i MDEA.

## Właściwości medyczne MDA
W 1939 roku MDA było testowane na zwierzętach. Pierwsze testy na ludziach odbyły się w 1941 roku w ramach szukania leku na chorobę Parkinsona. W latach 50. XX wieku badano właściwości medyczne MDA jak leku antydepresyjnego i przeciw anoreksji..